# Лыонг Кыонг
Лыонг Кыонг (вьет. Lương Cường; род. 15 августа 1957, Вьетчи) — вьетнамский военный и государственный деятель, президент (с 2024).

## Биография
Родился 15 августа 1957 года в провинции Футхо.
В 2021 году стал членом Политбюро и Центрального комитета Коммунистической партии Вьетнама. С 2011 по 2016 год Кыонг занимал пост заместителя начальника Главного политического управления Вьетнамской народной армии, а в 2019 году был повышен до генерала.
16 мая 2024 года Лыонг Кыонг был назначен на должность постоянного члена Секретариата, пятую по значимости должность в политической системе Вьетнама. 21 октября 2024 года он был избран президентом Вьетнама, сменив на этом посту генерального секретаря То Лама.

## Награды
- Орден Солнца Перу (2024)[7]
- Орден Дружбы (29 марта 2021 года, Россия) — за большой вклад в укрепление отношений всеобъемлющего стратегического партнёрства между Российской Федерацией и Социалистической Республикой Вьетнам[8][9]

## Примечания

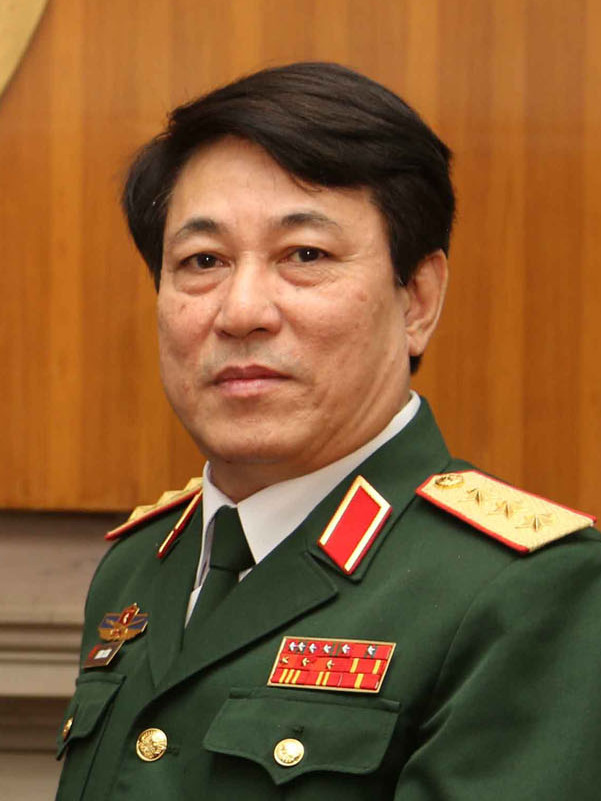
Лыонг Кыонг в мундире генерала армии ВНА, до занятия поста президента